# Portería (náutica)
En náutica, se llama portería al conjunto de portas de la batería de un buque.

## Expresiones relacionadas
- Abrir, alzar, levantar o izar la portería: se dice de la de la batería baja de los navíos (que es de portas enterizas y de bisagras en el batiporte superior): operación que se ejecuta todas las mañanas, siempre que las circunstancias del tiempo lo permiten o cuando ha de entrarse en combate, volviendo a cerrarla al concluirse este o al anochecer, lo que se expresa con la frase de arriar y cerrar la portería.
- Igualar la portería: hacer que todas las portas, cuando se abren queden en el mismo plano que ligue el arrufo de la batería y el contorno del costado en aquella parte.
- Frisar la portería: clavar en los cantos de las portas unas tiras de paño, lanilla o jerga para que ajusten al cerrar y no entre el agua